# Ретенбах (Альгой)
Ретенбах (нім. Röthenbach) — громада в Німеччині, знаходиться в землі Баварія. Підпорядковується адміністративному округу Швабія. Входить до складу району Ліндау. Центр об'єднання громад Ретенбах.
Площа — 14,96 км2. Населення становить 1902 ос. (станом на 31 грудня 2020).